# Asamblea General de Misuri
La Asamblea General de Misuri (en inglés: Missouri General Assembly) es la legislatura estatal (órgano encargado del Poder legislativo) del estado de Misuri, en Estados Unidos. Es un órgano bicameral, compuesto por un Senado, de 34 miembros y una Cámara de Representantes, de 163 miembros. Los miembros de ambas cámaras de la Asamblea General están sujetos a límites de mandato, los senadores están limitados a dos mandatos de cuatro años y los representantes a cuatro mandatos de dos años, un total de 8 años para los miembros de ambas cámaras.
La Asamblea General se reúne en el Capitolio del Estado de Misuri, en Jefferson City.

## Requisitos
Los miembros de la Cámara de Representantes deben tener al menos 24 años de edad para ser elegidos. Los representantes también deben ser votantes calificados de Misuri durante dos años y ser residentes del condado o distrito de su distrito electoral durante un año. Los senadores deben tener al menos 30 años de edad, un votante calificado de Misuri durante tres años y, similares a los requisitos de la Cámara, deben ser residentes de su distrito electoral senatorial durante un año antes de su elección.

## Sesiones y quórum
De acuerdo con el Artículo III, Sección 20 de la Constitución de Misuri, la Asamblea General debe reunirse el primer miércoles después del primer lunes de enero después de las elecciones generales estatales. Se levanta el 30 de mayo, sin consideración de proyectos de ley después de las 6:00 pm del primer viernes siguiente al segundo lunes de mayo. No se puede considerar ningún proyecto de ley de apropiación después de las 6:00 pm el primer viernes después del primer lunes de mayo. Si el Gobernador devuelve un proyecto de ley con sus objeciones después del aplazamiento sine die, la Asamblea General se vuelve a convocar automáticamente el primer miércoles siguiente al segundo lunes de septiembre por un período que no excede los diez días para considerar los proyectos de ley vetados. 
El Gobernador puede convocar a la Asamblea General para  una sesión extraordinaria por un máximo de 60 días de calendario en cualquier momento. Solo se podrán considerar los temas recomendados por el Gobernador en su convocatoria o un mensaje especial. El Presidente Pro Tempore y el Portavoz pueden convocar una sesión especial de 30 días a petición de las tres cuartas partes de los miembros de cada cámara.
Ni la Cámara ni el Senado, sin el consentimiento de la otra cámara, suspenden la sesión por más de diez días en un momento determinado, ni en ningún otro lugar que no sea aquel en el que las dos cámaras pueden estar sentadas.
Como legislatura a tiempo parcial, la compensación es baja en la Asamblea General, y la mayoría de los senadores y representantes tienen trabajos fuera de sus funciones legislativas. A los legisladores se les paga $ 31,351 por año legislativo.